# Время Ч

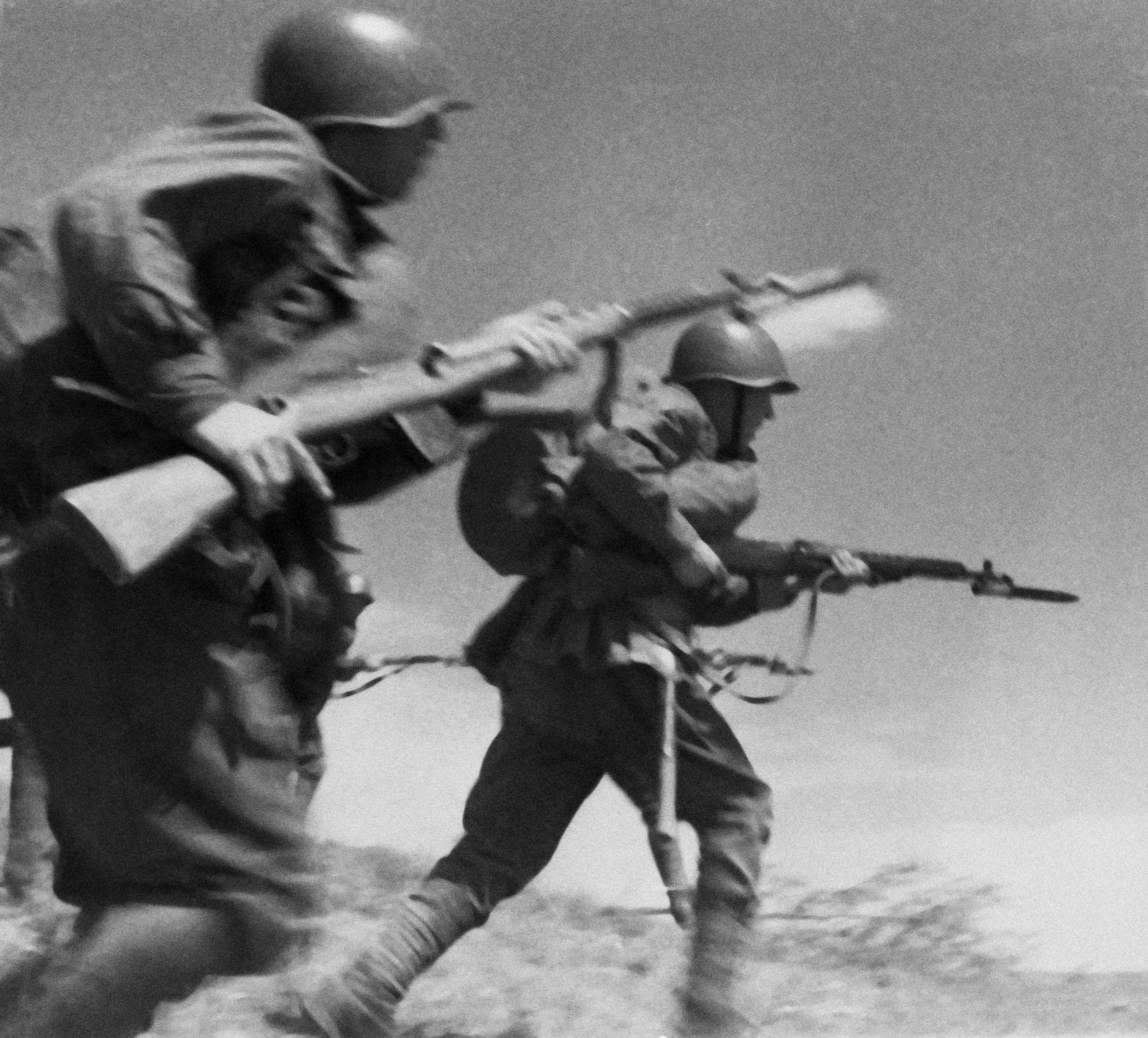
Бойцы Красной Армии идут в атаку. Великая Отечественная война, 1941 год.

Время «Ч», час «Ч», «Ч» — время начала операции, условное обозначение начала действия войск (в речи военных).

Последний вопрос с «Ч». Имеются споры: одни желают понимать под «Ч» начало артиллерийской подготовки; другие желали бы «Ч» связать с началом атаки танков.
Нужно твёрдо записать, что под «Ч» нужно понимать начало атаки пехоты, а все остальные рода войск исходят из этого положения.— П. Г. Понеделин, генерал-майор, начальник штаба Ленинградского военного округа, РГВА, ф. 4, оп. 18, д. 60, л. 45—52
Устанавливается в целях согласования действий и обеспечения одновременности нанесения удара различными родами войск (сил). От «Ч», как нулевого значения времени, ведётся планирование и подготовка действий войск (сил), когда истинное время их начала ещё не установлено или оно не разглашается в целях достижения скрытности.
Например: В назначенное время полк колонной выдвигается на исходный рубеж. Время прохода исходного рубежа назначается с расчётом, чтобы ко времени «Ч» достичь переднего края обороны противника. В документах планирования это время обычно обозначается «Ч» минус XX часов (например, «Ч» минус два часа или просто «Ч—2»).
Время «Ч» как правило, полку заранее неизвестно. Оно сообщается полку в день наступления. При планировании наступления для каждого рубежа рассчитывается время его прохода («Ч» минус XX ч XX мин.), а все действия после прохода переднего края планируются как «Ч» плюс XX ч XX мин. (например: Выполнить ближайшую задачу к «Ч» плюс 3 часа 20 мин., дальнейшую задачу выполнить к «Ч» плюс 5 часов).